# Europejska Liga Beach Soccera
Europejska Liga Beach Soccera (ang. Euro Beach Soccer League) – rozgrywki mające na celu wyłonienie najlepszej europejskiej reprezentacji krajowej w plażowej piłce nożnej. Turniej jest rozgrywany corocznie od 1998 roku.

## Historia

### Wyniki
| Rok  | Mistrz     | Wicemistrz | 3. miejsce | MVP                      |
| ---- | ---------- | ---------- | ---------- | ------------------------ |
| 1998 | Niemcy     | Włochy     | Portugalia | Amarelle                 |
| 1999 | Hiszpania  | Francja    | Portugalia | Madjer                   |
| 2000 | Hiszpania  | Portugalia | Francja    | Amarelle                 |
| 2001 | Hiszpania  | Portugalia | Włochy     | Amarelle                 |
| 2002 | Portugalia | Hiszpania  | Francja    | Gianni Fruzzetti i Tamer |
| 2003 | Hiszpania  | Francja    | Portugalia | Amarelle                 |
| 2004 | Francja    | Portugalia | Ukraina    | David                    |
| 2005 | Włochy     | Portugalia | Francja    | Cristiano Scalabrelli    |
| 2006 | Hiszpania  | Portugalia | Polska     | Madjer                   |
| 2007 | Portugalia | Francja    | Rosja      | Dejan Stankovic          |
| 2008 | Portugalia | Holandia   | Rosja      | Madjer                   |
| 2009 | Rosja      | Portugalia | Włochy     | Madjer                   |
| 2010 | Portugalia | Włochy     | Rosja      | Madjer                   |
| 2011 | Rosja      | Szwajcaria | Portugalia | Dejan Stankovic          |
| 2012 | Szwajcaria | Rosja      | Włochy     | Dmitrij Szyszyn          |
| 2013 | Rosja      | Portugalia | Szwajcaria | Ilja Leonow              |
| 2014 | Rosja      | Hiszpania  | Portugalia | Noel Ott                 |
| 2015 | Portugalia | Ukraina    | Rosja      | Igor Borsuk              |
| 2016 | Ukraina    | Portugalia | Rosja      | Be Martins               |
| 2017 | Rosja      | Portugalia | Włochy     | Artur Paporotnyi         |
| 2018 | Włochy     | Hiszpania  | Portugalia | Llorenç Gómez            |
| 2019 | Portugalia | Rosja      | Hiszpania  | Jordan Santos            |
| 2020 | Portugalia | Szwajcaria | Ukraina    | Léo Martins              |
| 2021 | Portugalia | Białoruś   | Włochy     | Léo Martins              |
| 2022 | Szwajcaria | Portugalia | Włochy     | Noël Ott                 |
| 2023 | Włochy     | Hiszpania  | Białoruś   | Marco Giordani           |
| 2024 | Portugalia | Włochy     | Białoruś   |                          |

### Medaliści
| Zespół     | Mistrzostwo                                           | Wicemistrzostwo                                                 | Trzecie miejsce                        |
| ---------- | ----------------------------------------------------- | --------------------------------------------------------------- | -------------------------------------- |
| Portugalia | 9 (2002, 2007, 2008, 2010, 2015,2019, 2020,2021,2024) | 10 (2000, 2001, 2004, 2005, 2006, 2009, 2013, 2016, 2017, 2022) | 6 (1998, 1999, 2003, 2011, 2014, 2018) |
| Hiszpania  | 5 (1999, 2000, 2001, 2003, 2006)                      | 4 (2002, 2014, 2018,2023)                                       | 1 (2019)                               |
| Rosja      | 5 (2009, 2011, 2013, 2014, 2017)                      | 2 (2012, 2020)                                                  | 5 (2007, 2008, 2010, 2015, 2016)       |
| Włochy     | 3 (2005, 2018, 2023)                                  | 3 (1998, 2010,2024)                                             | 6 (2001, 2009, 2012, 2017, 2021, 2022) |
| Szwajcaria | 2 (2012, 2022)                                        | 2 (2011,2020)                                                   | 1 (2013)                               |
| Francja    | 1 (2004)                                              | 3 (1999, 2003, 2007)                                            | 3 (2000, 2002, 2005)                   |
| Ukraina    | 1 (2016)                                              | 1 (2015)                                                        | 2 (2004, 2020)                         |
| Niemcy     | 1 (1998)                                              | -                                                               | -                                      |
| Białoruś   | -                                                     | 1 (2021)                                                        | 2 (2023,2024)                          |
| Holandia   | -                                                     | 1 (2008)                                                        | -                                      |
| Polska     | -                                                     | -                                                               | 1 (2006)                               |
| Rumunia    | -                                                     | -                                                               | 2 (2011, 2012)                         |
| Turcja     | -                                                     | -                                                               | 1 (2002)                               |